# David Kopp

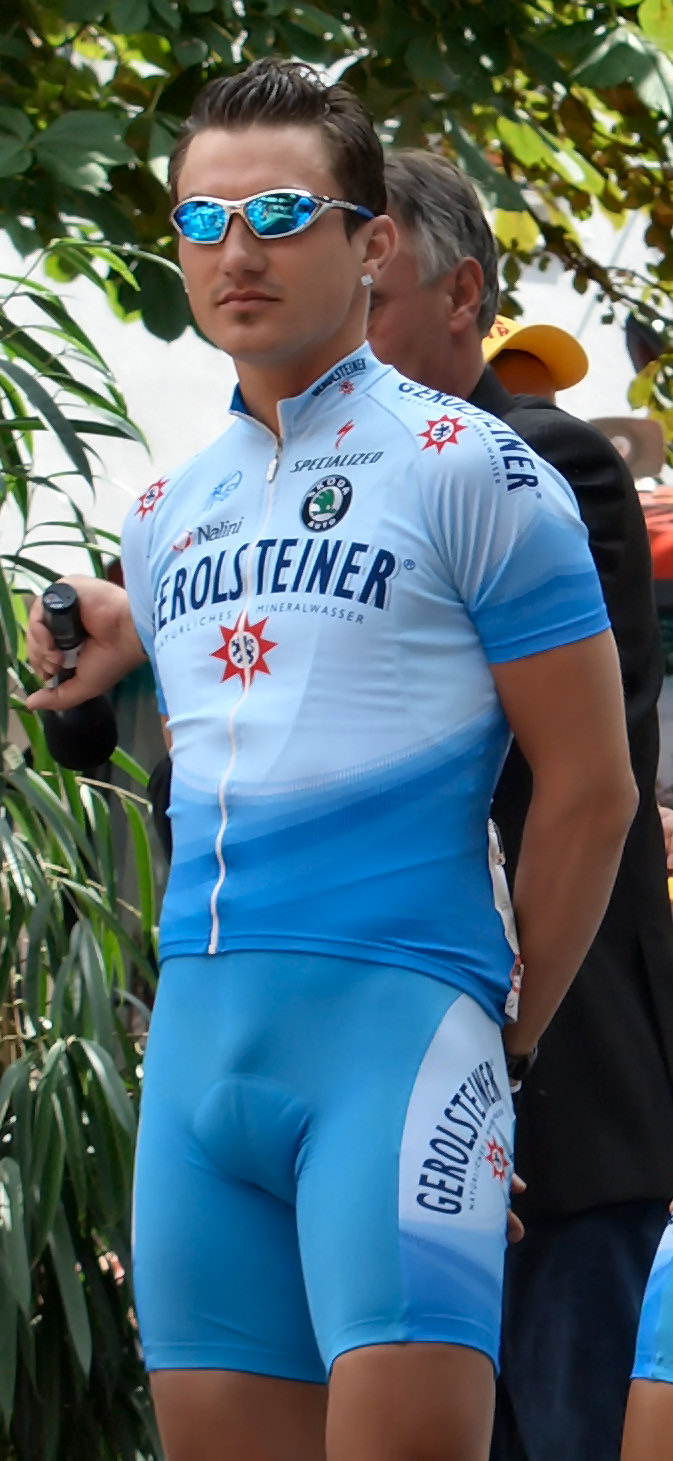
David Kopp

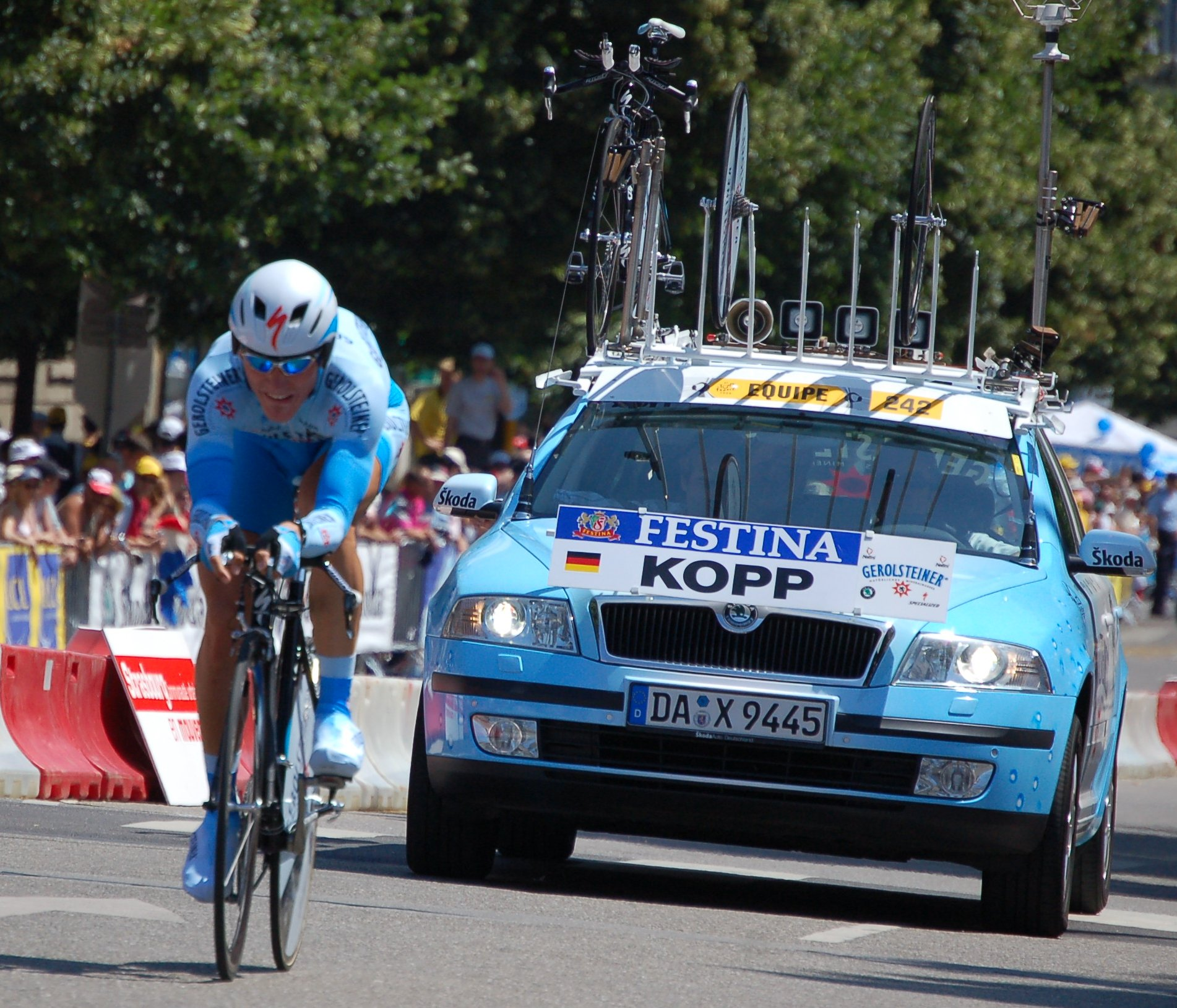
David Kopp durante o Tour de France 2006.

David Kopp (n. 5 de janeiro, 1979 em Bonn) é um ciclista profissional alemão que participa em competições de ciclismo de estrada.